# Спасівська церква (Могильов)
Спасівська церква, або Спасо-Преображенська церква (біл. Царква Сьвятога Спаса) — колишня православна церква в місті Могильов, пам'ятка архітектури XVIII ст. Перебувала на високому березі Дніпра, на Спаському провулку. Твір архітектури віленського бароко. 
Храм постраждав у роки Другої світової війни. Остаточно пам'ятку було втрачено після війни в 1940-х роках. 
Церква входила до складу комплексу монастиря Святого Спаса. 

## Історія
Спасівська церква в Могильові вперше згадується в 1447 році. Перша дерев'яна церква розташовувалася недалеко від Ринку, на високій надзаплавній терасі Дніпра. При ній існували чоловічий і жіночий монастирі, про що є повідомлення від 1669 року. У 1593 році на місці згорілої церкви спорудили нову. 
Під час пожежі 1708 року церква знову згоріла. У 1740-1742 роках могильовський єпископ Йосип Вовчанський почав будувати нову кам'яну церкву. Її будівництво було майже завершено до 1748 року за керівництвом єпископа Ієроніма Вовчанського. Але в 1748 недобудована церква згоріла, залишилися стіни. Ієроніма Вовчанського поховали в 1754 році у вівтарі ще не завершеної церкви. 
З 1756 р. будівництво Спасо-Преображенської церкви керував архієпископ Георгій Кониський, який викликав з Вільнюса відомого архітектора Й. К. Глаубіца. Нова церква була кафедральним собором Могильова до 1802 р.
У 1918 році радянська влада закрила церкву. Під час Другої світової війни пам'ятник був сильно пошкоджений. Після війни, в 1940-их роках те, що залишилося від церкви, було знесено радянською владою. 

## Архітектура
Пам'ятник архітектури віленського бароко. Церква являла собою хрестово-купольну базиліку з двобашенним головним фасадом. Над середохрестям на високому світловому 8-гранному барабані височів сферичний купол, завершений головкою. До глухих граней барабана приєднувалися чотири двохярусні башточки з невисокими куполами, які разом створювали 5-купольну композицію. 
Над головним фасадом височіли двохярусні вежі, між якими розташовувався високий ступінчастий фронтон. Стіни фасадів завершувалися широким тонкапрофільованим карнизом, ритмічно членувалися лучковими віконними прорізами з декоративними ліпними деталями, між віконними прорізами - спарені пілястри з доричними капітелями. 

## Інтер'ер

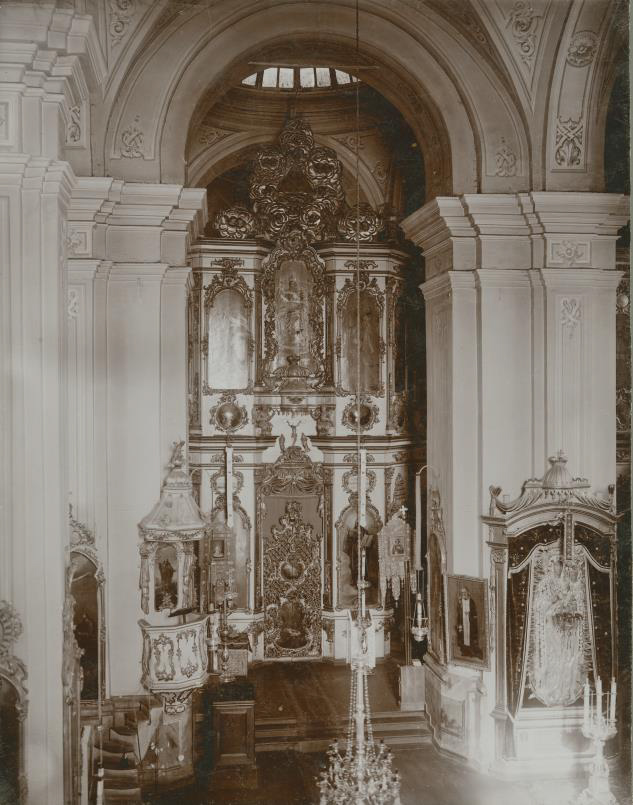
Усередині Спаської церкви. Фотографія 1916 року.

В інтер'єрі чотири центричні стовпи підтримували купол на парусах. Інтер'єр мав багате оздоблення, виконане могилевськими майстрами Мироном Пігаревичем і Петром Сліжиком.

## Галерея

Стара графіка
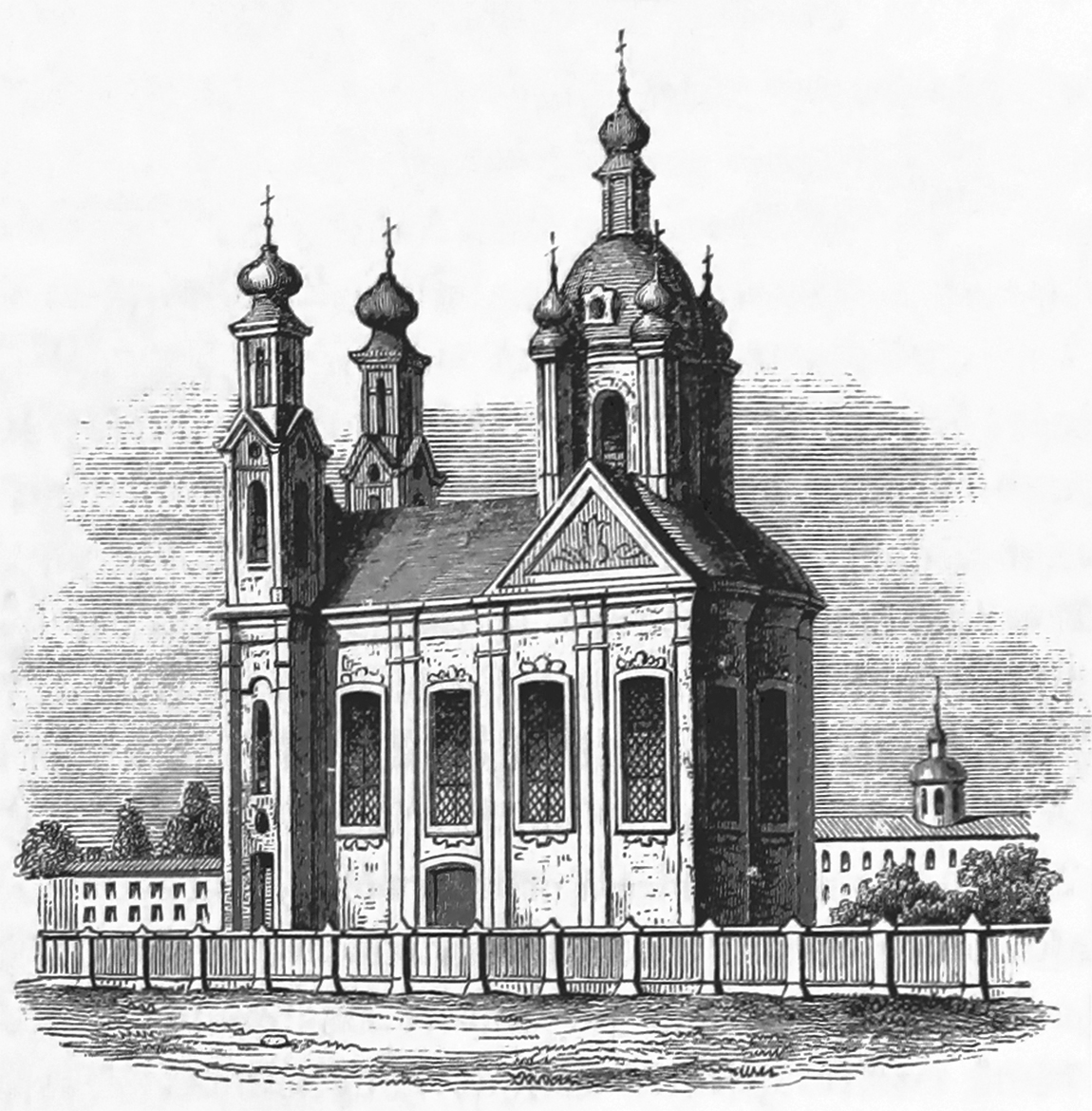
1844
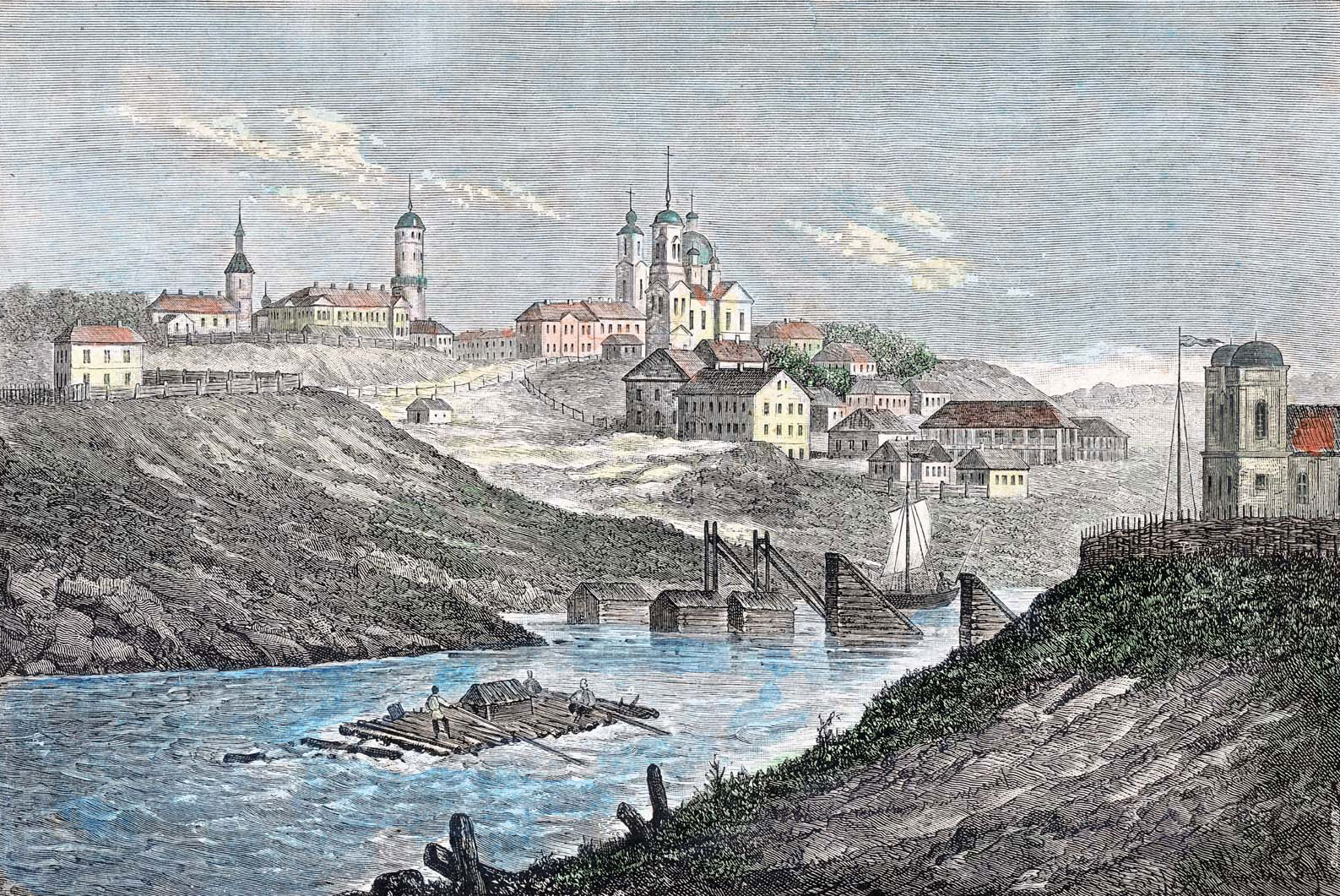
1879
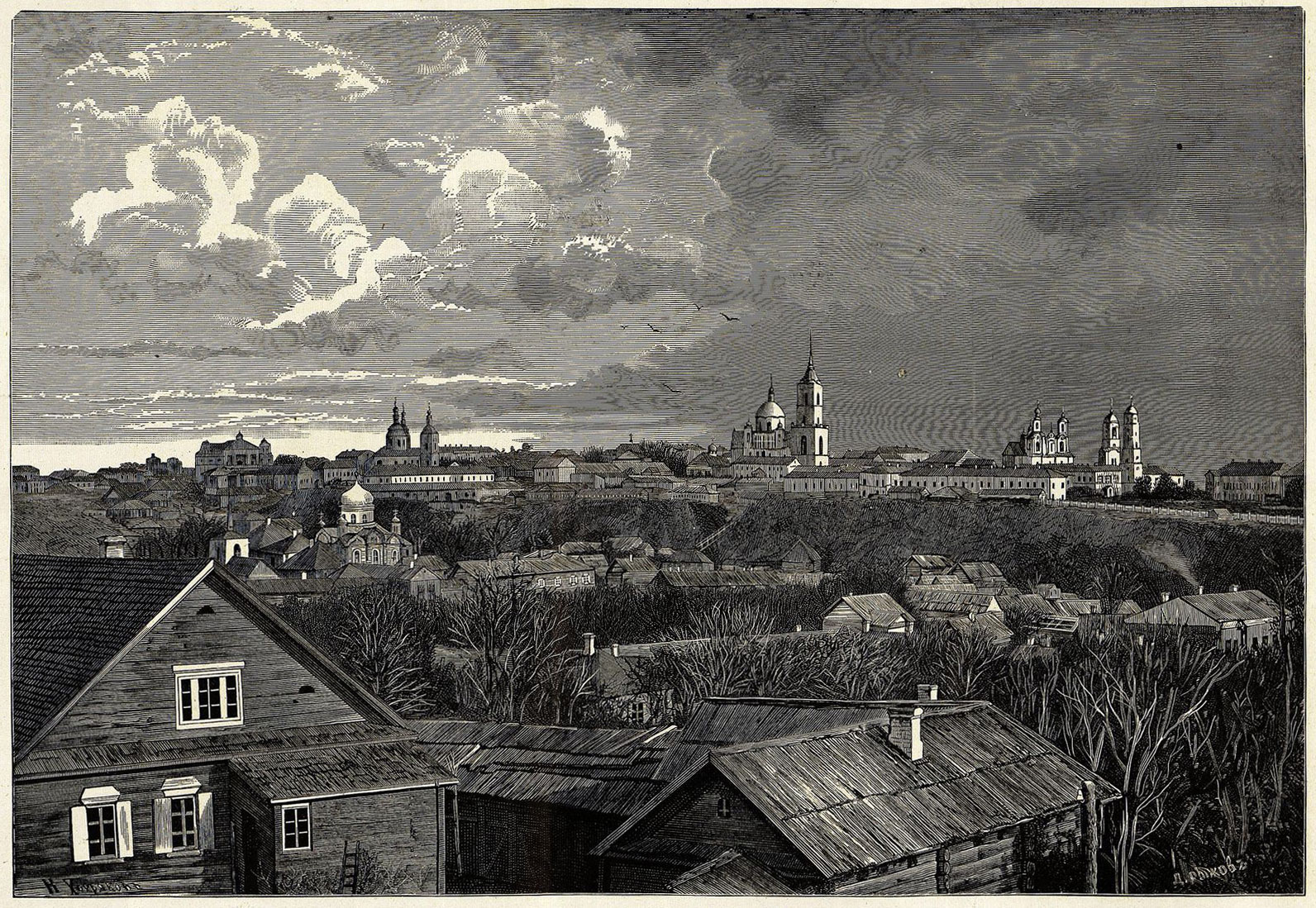
1882
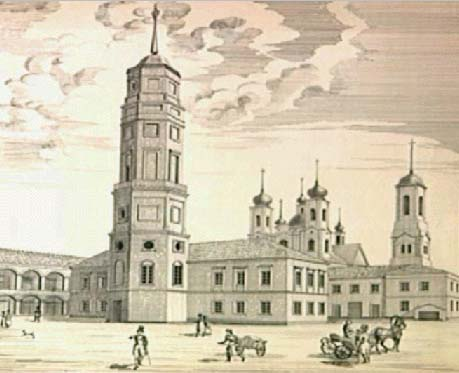
до 1900
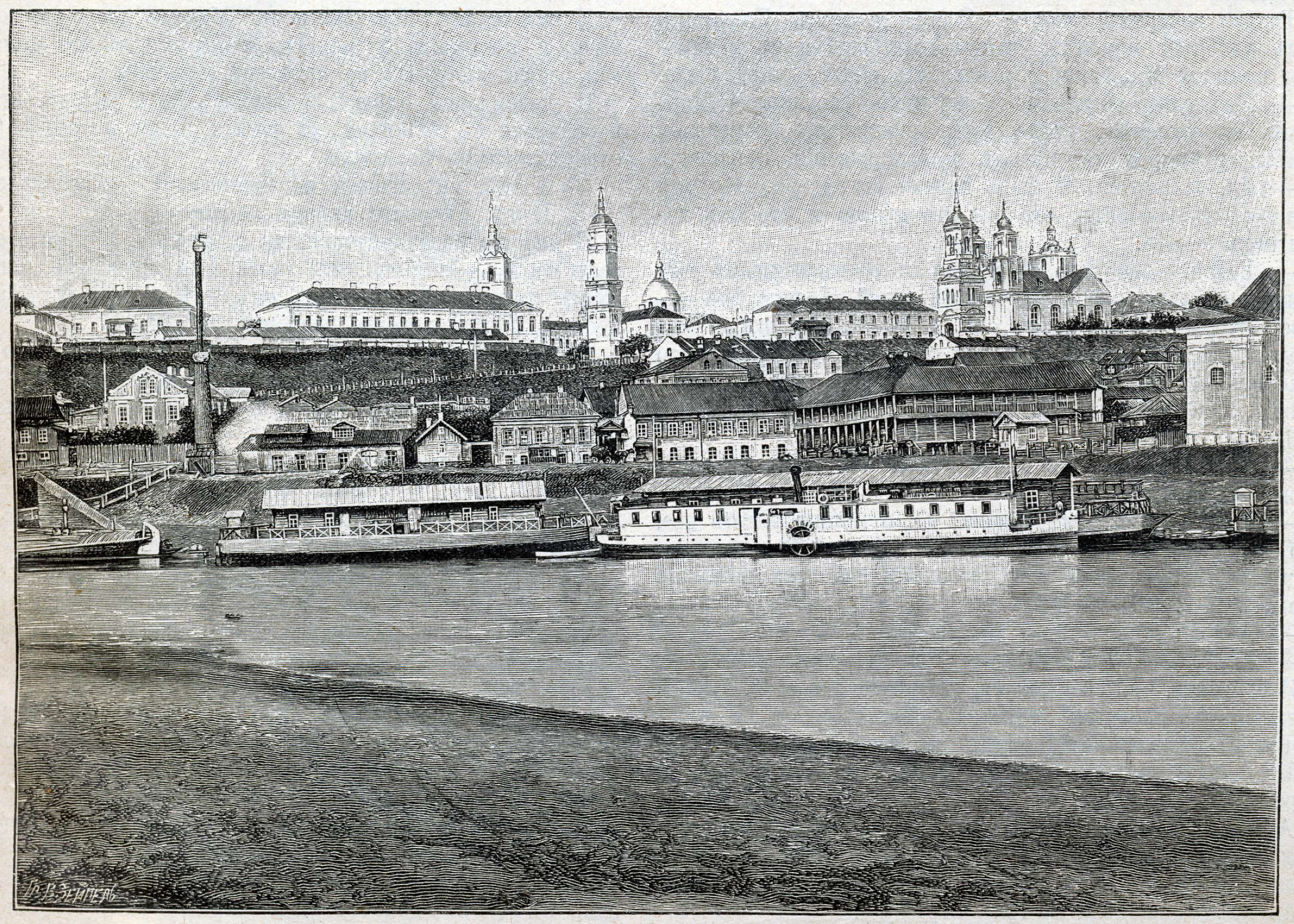
1901
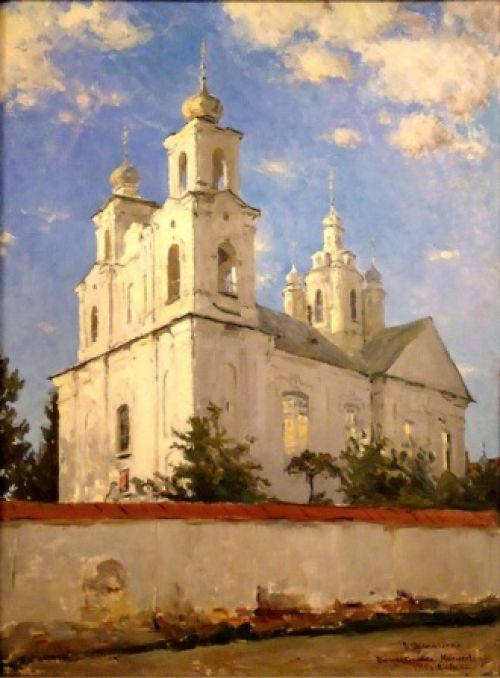
1916

Старі знімки
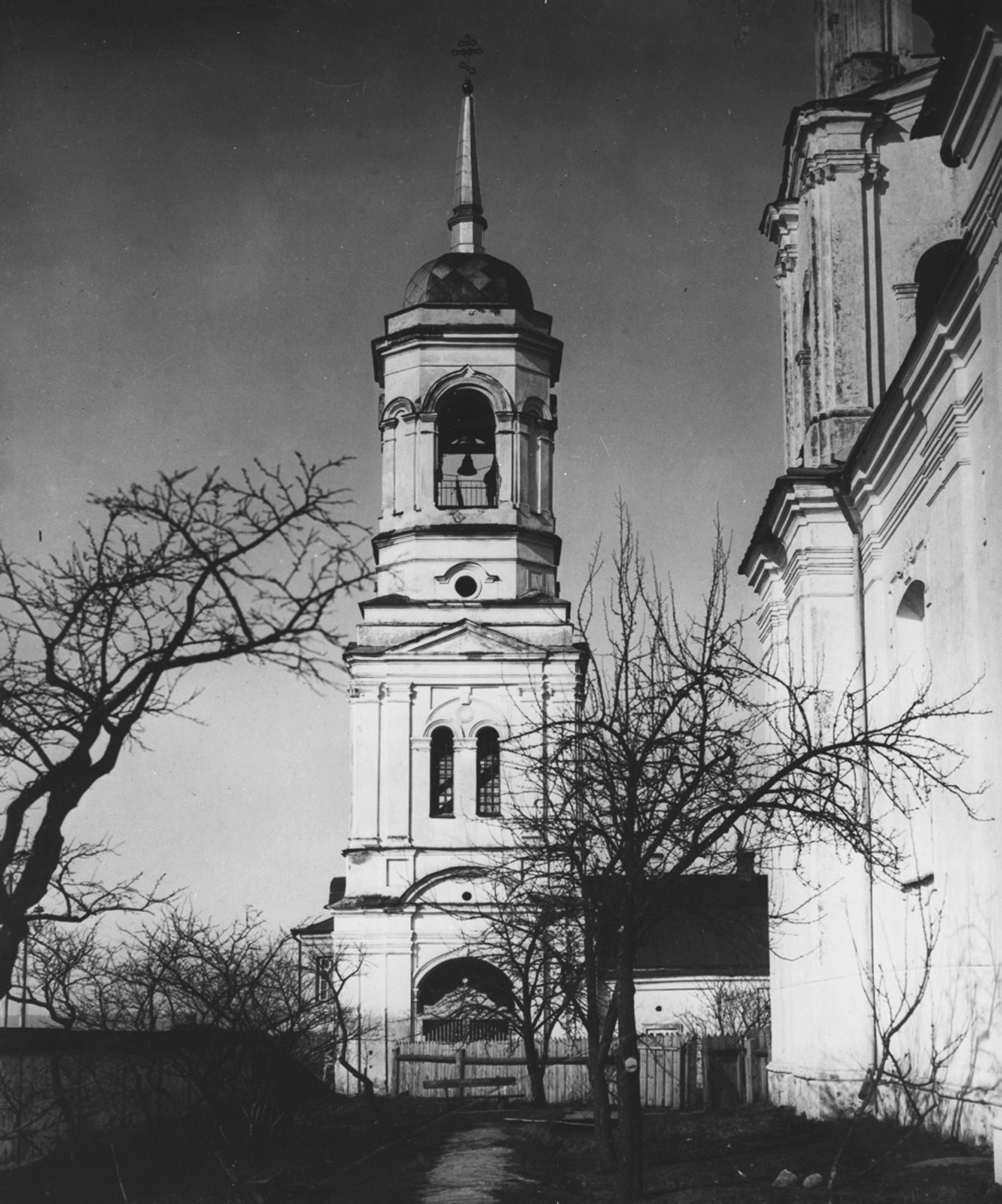
1900
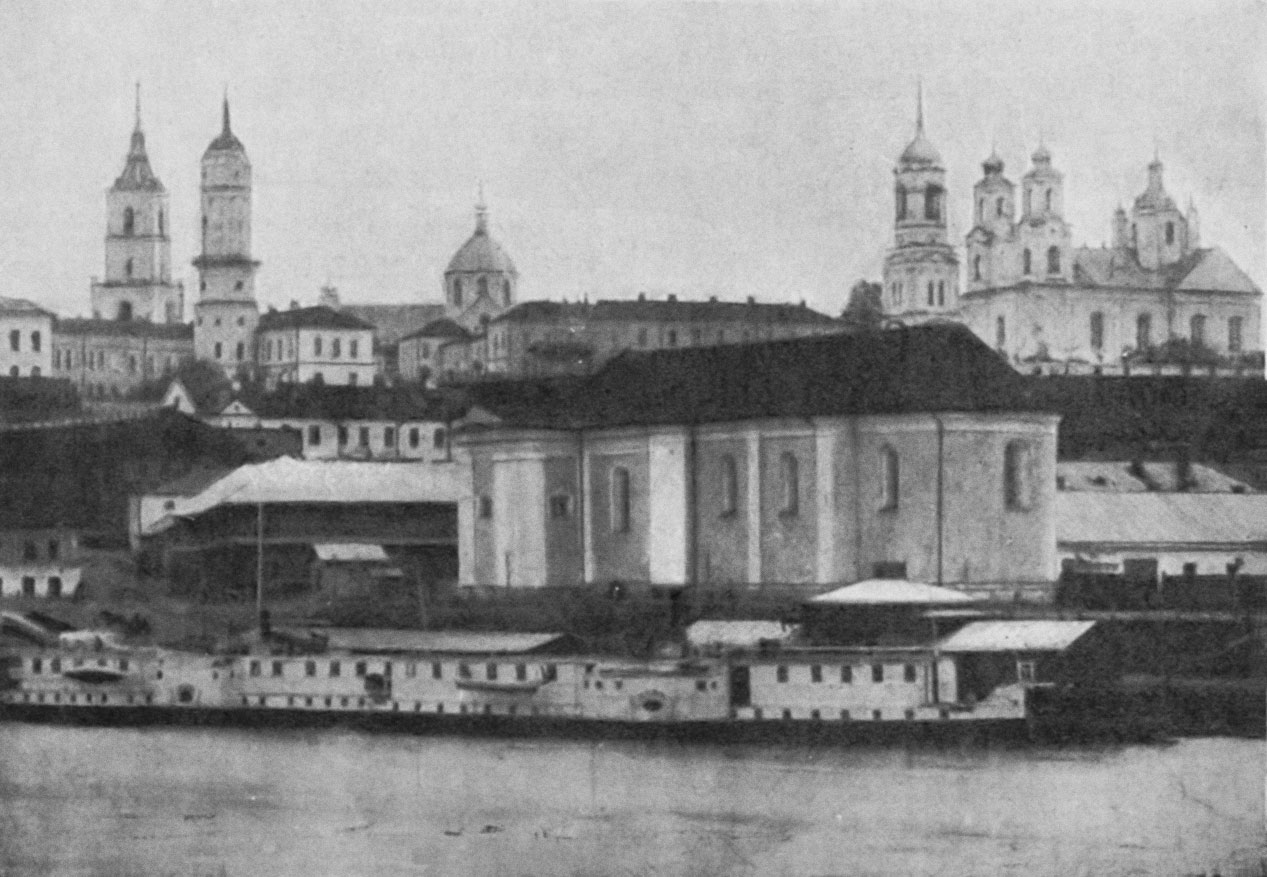
1914
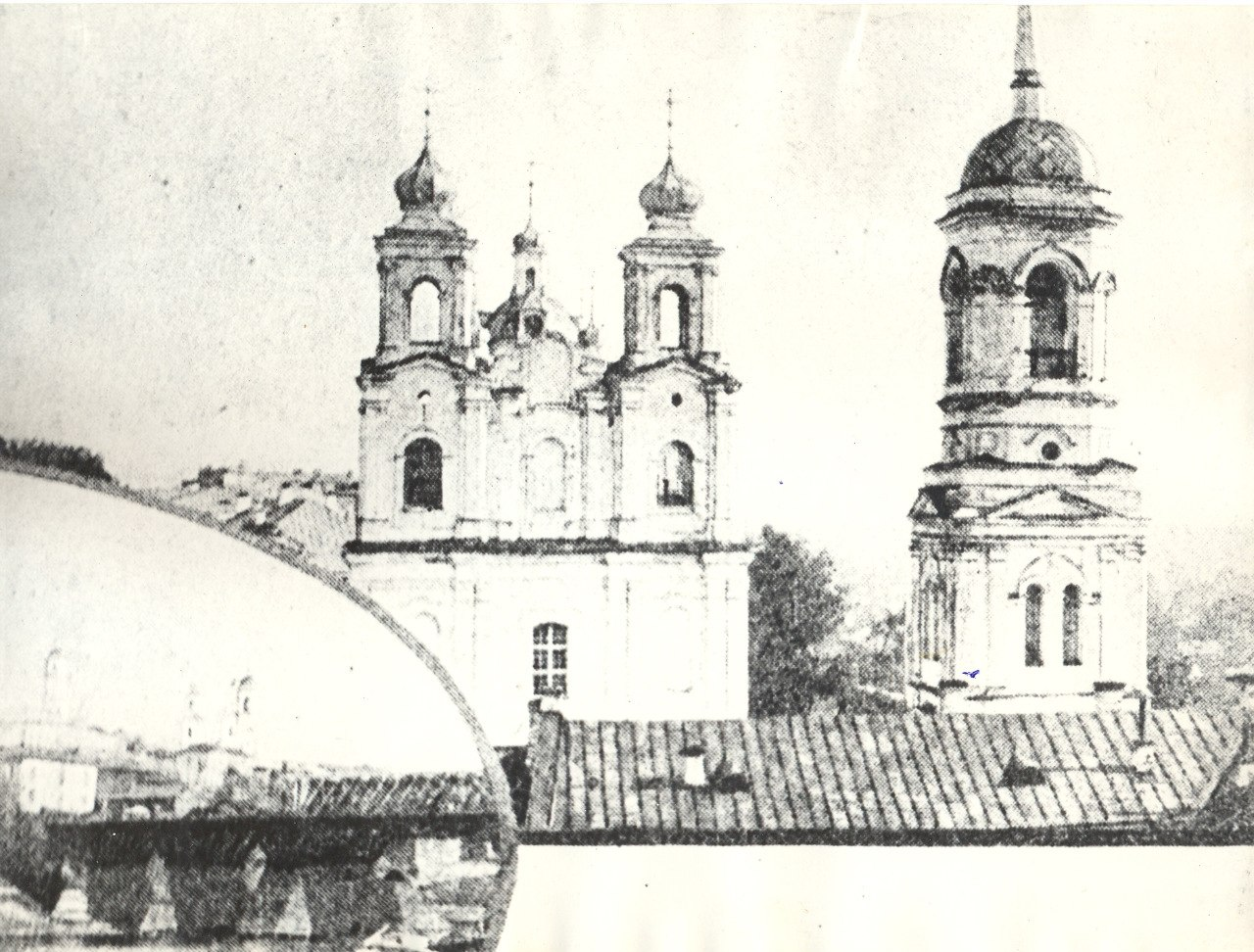
1915
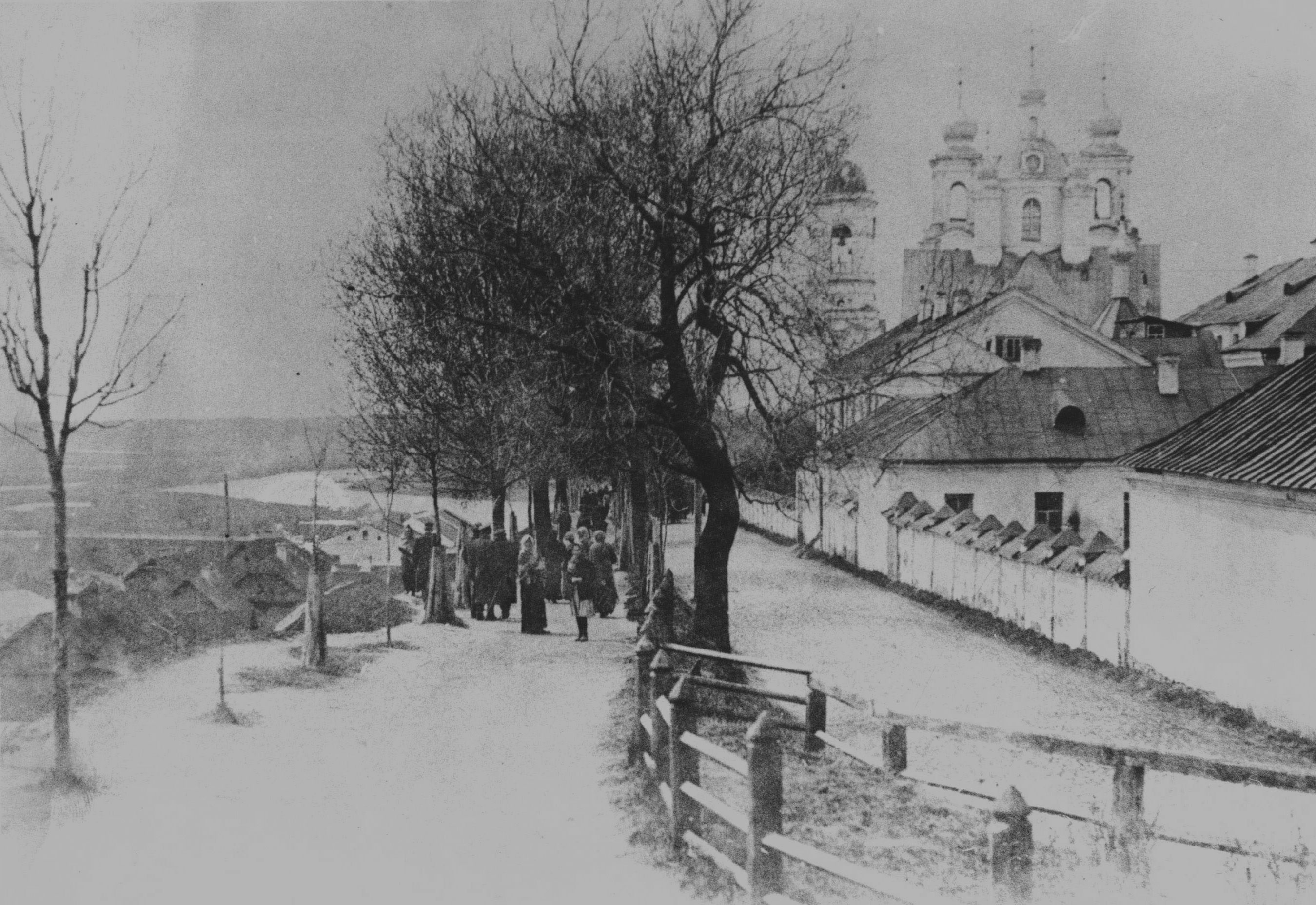
до 1918
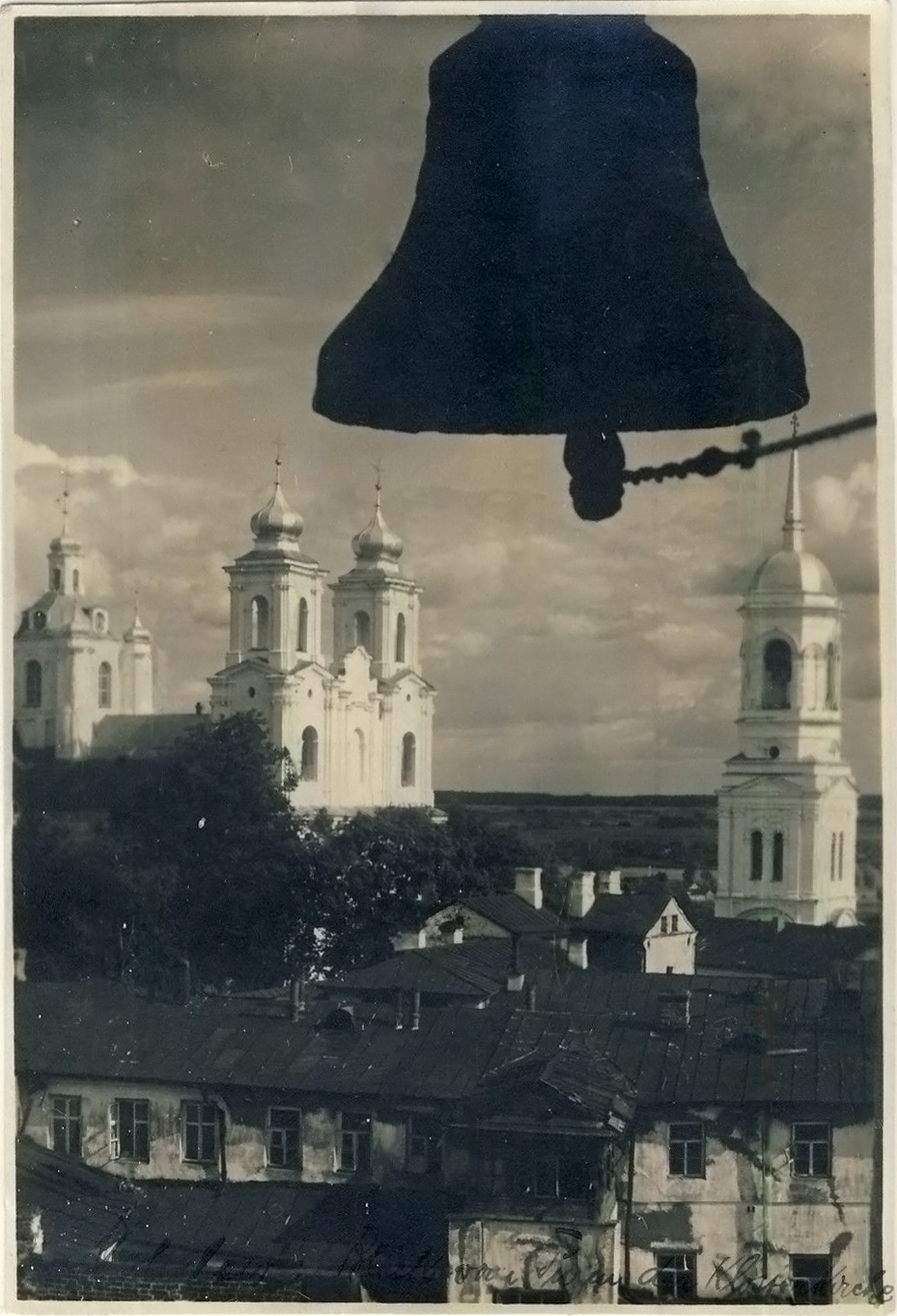
1918
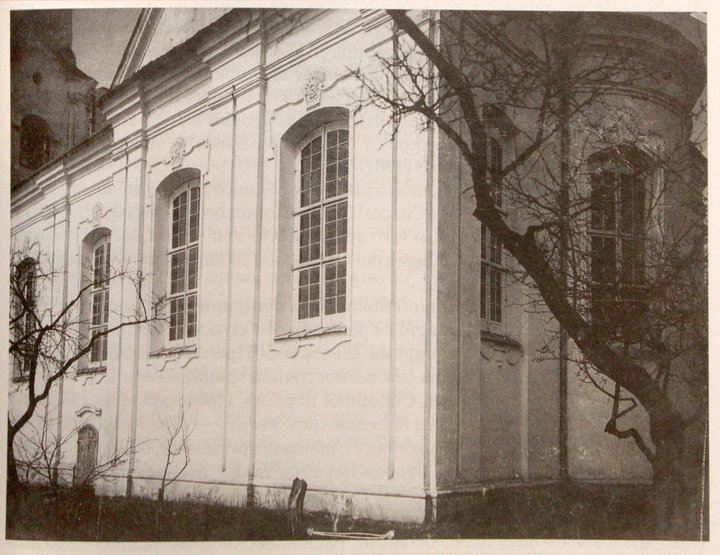
1918
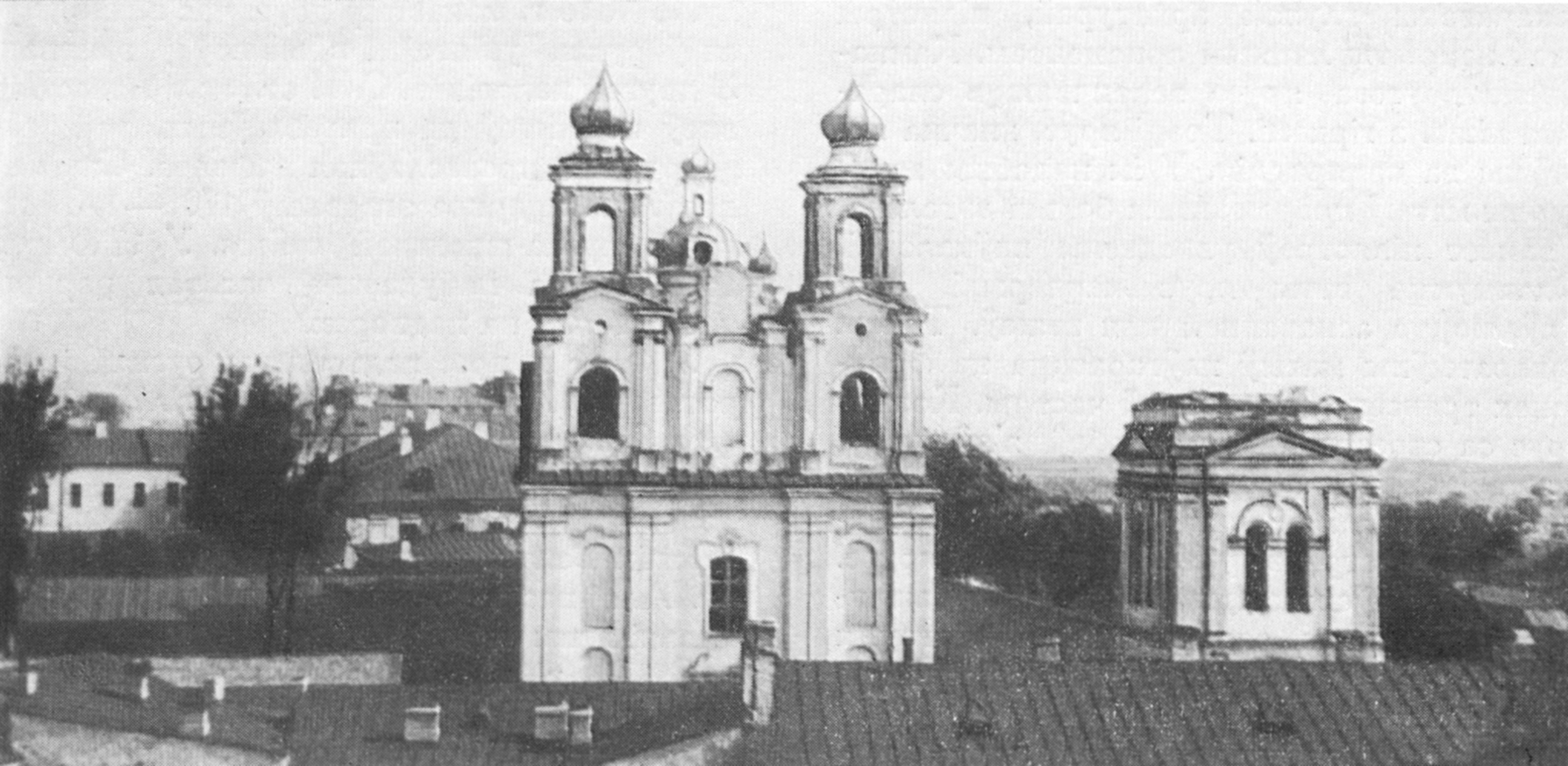
1930
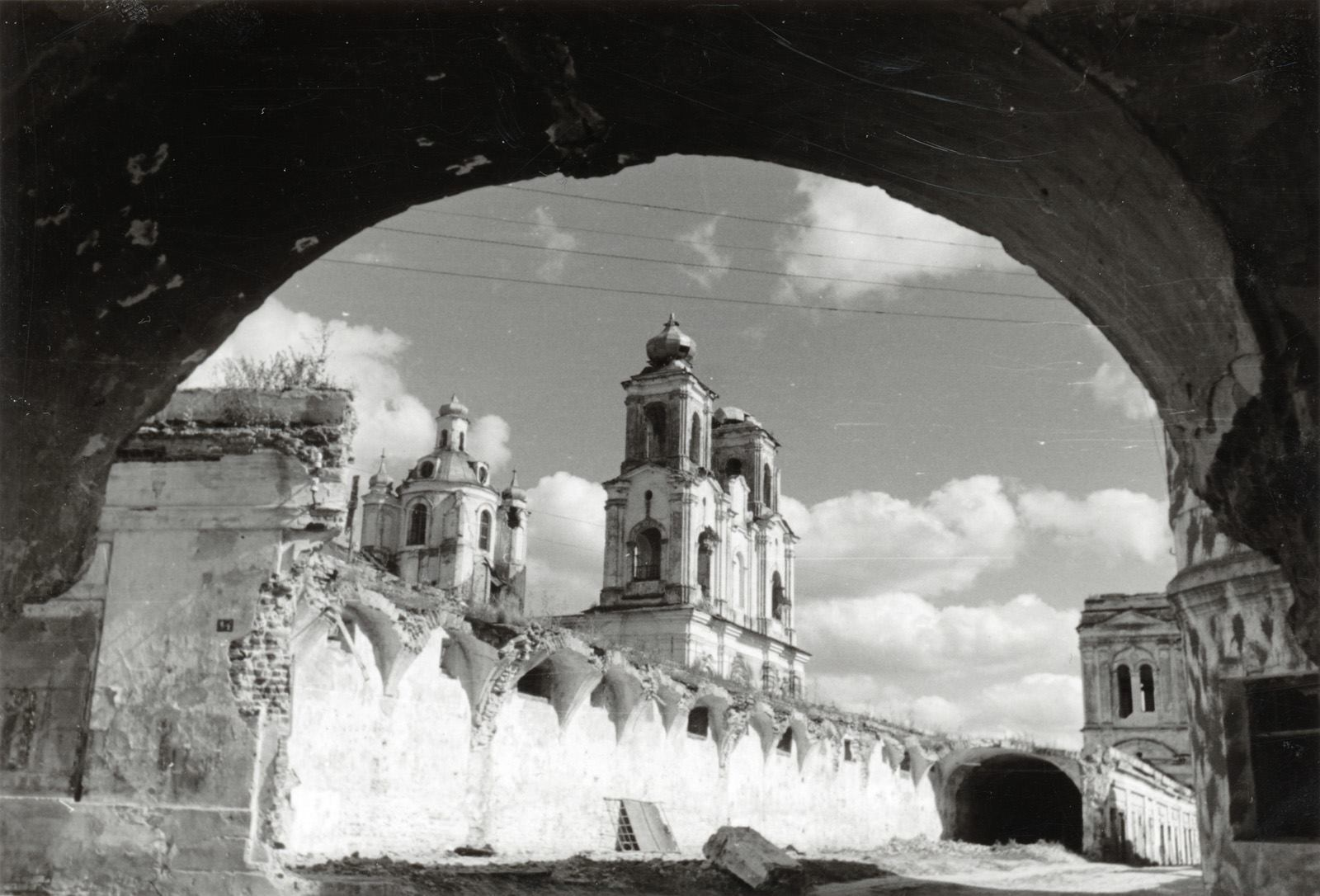
1942